# Parque das Ruinas
Le Centro Cultural Municipal Parque das Ruínas ou simplement Parque das Ruínas (Parc des Ruines) est un parc public et centre culturel qui se trouve dans le quartier de Santa Teresa dans la ville de Rio de Janeiro au Brésil. 
Le Parc des Ruines était la demeure de la mécène Laurinda Santos Lobo. Elle avait l'habitude de réunir des intellectuelles et des artistes dans son hôtel particulier, qui est aujourd'hui métamorphosé en projet lauréat de l’architecte Ernani Freire, qui a su garder la structure des ruines en ajoutant une allure contemporaine. Aujourd'hui l'espace présente une programmation culturelle variée. 
Le lieu a aussi une vue panoramique sur la Baie de Guanabara, d'un côté, et sur le centro de l'autre côté. Avec la ville de Rio de Janeiro aux ses pieds, le belvédère est un bon lieu pour mieux comprendre la géographie de la ville.

## Histoire
Le parc et les ruines sont les vestiges de l'hôtel Particulier Murtinho Nobre, bâti entre 1898 et 1902, et lieu de résidence de Laurinda Santos Lobo, alors une dame de la société et héritière d'une famille riche et puissante, et qui divisait son temps entre Rio de Janeiro et Paris. Elle habitait avec son oncle, Joaquim Murtinho, Ministre de l'économie pendant le gouvernement du Président de la République Campos Salles, mais aussi médecin personnel de figures importantes de l'époque, hommes politiques renommés et de personnes influentes dans la ville. Laurinda est née en 1878 dans la ville de Cuiabá et était l’héritière de la compagnie Mate Laranjeira. Elle exerçait l'activité du mécénat et a fait partie du conseil de la Federação brasileira para o progresso feminino. En son hommage, Villa-Lobos a composé la pièce Quattour - impressões da vida mundana.
Son hôtel particulier était durant les années 1920 le point de rencontre du modernisme à Rio de Janeiro, et aussi l'un des lieux les plus branchés de la vie culturelle de la ville pendant les deux décennies prochaines, étant un lieu de fêtes qui réunissait des stars et des personnalités de l'époque, tels que Villa-Lobos, Tarsila do Amaral et la danseuse Isadora Duncan, jusqu'au décès de l'hôtesse.
Laurinda est décédée le 16 juin 1946, et n'a pas laissé de descendants. Dans son testament elle a laissé son petit palais à la Société Homéopathique, que n'a jamais fait usage du patrimoine. Dans les années suivantes, l'hôtel a été abandonné, saccagé et occupé par des clochards et par des trafiquants de drogues. On rapporte que même les poignées de la porte frontale, qui étaient en or, ont été volées pendant cette période d'abandon, ainsi que son précieux piano. En 1993, le Conseil d'État (Governo do Estado) de Rio de Janeiro a classé les ruines de la propriété et, en 1997, le Parque das Ruínas a été inauguré.

## Structure et événements
Aujourd'hui l'endroit possède un style qui mélange la brique, le métal et le verre. Pendant les travaux de restauration quelques fragments de l'hôtel original ont été placés derrière des vitrines en verre, créant ainsi une collection archéologique permanente du parc. La conception du site créé par Ernani Freire et Sonia Lopes, a été récompensée par l'IAB (Institut des architectes du Brésil).

Le musée Chácara do Céu
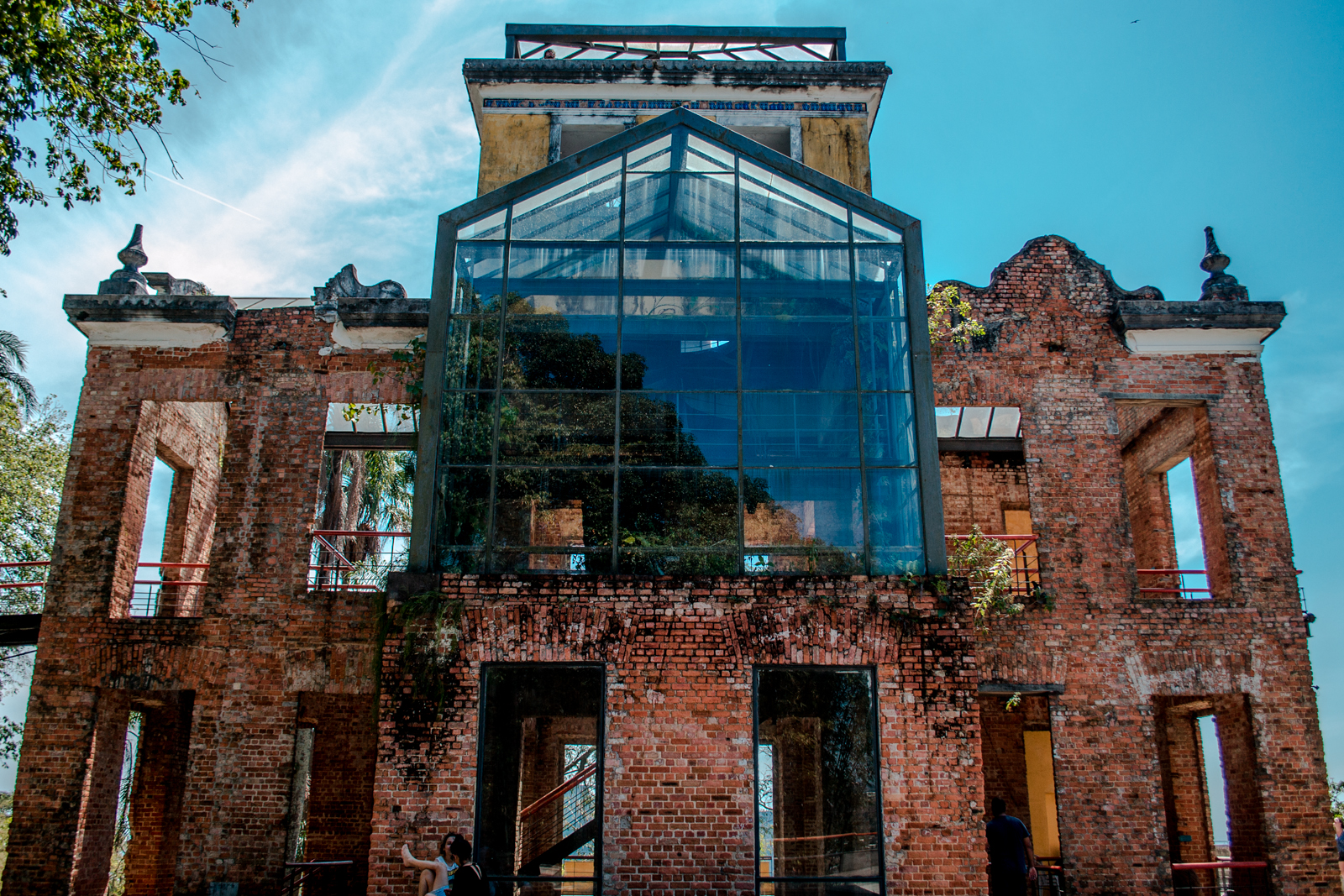
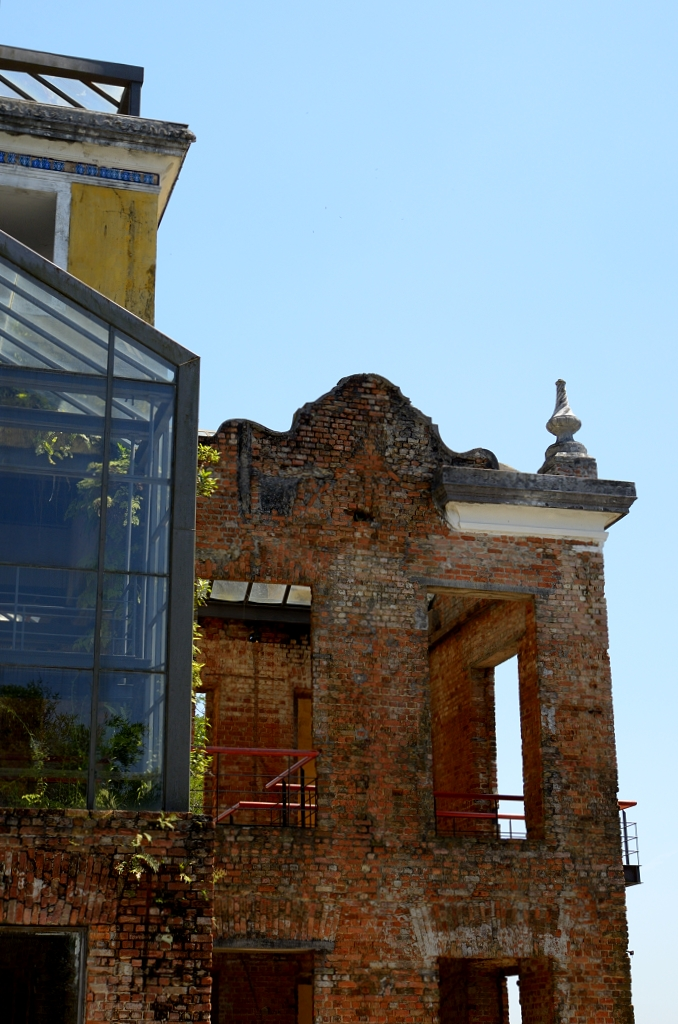
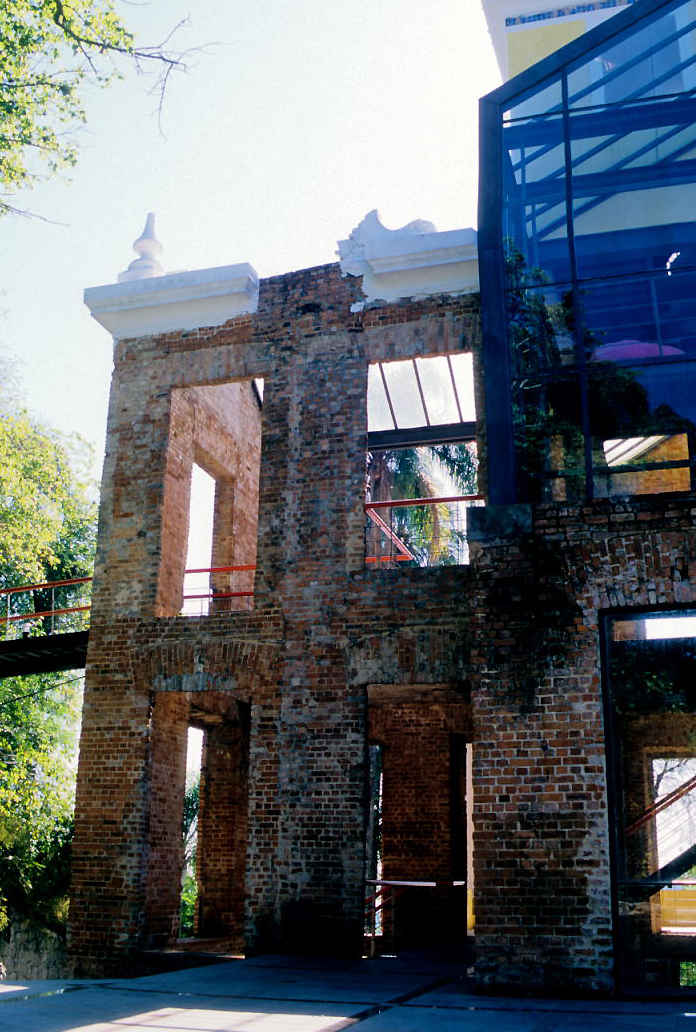
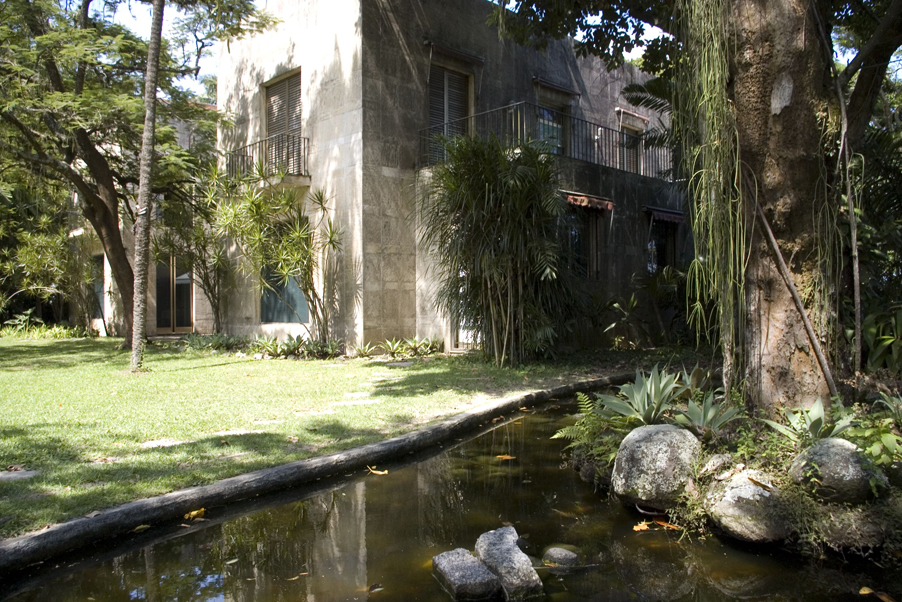
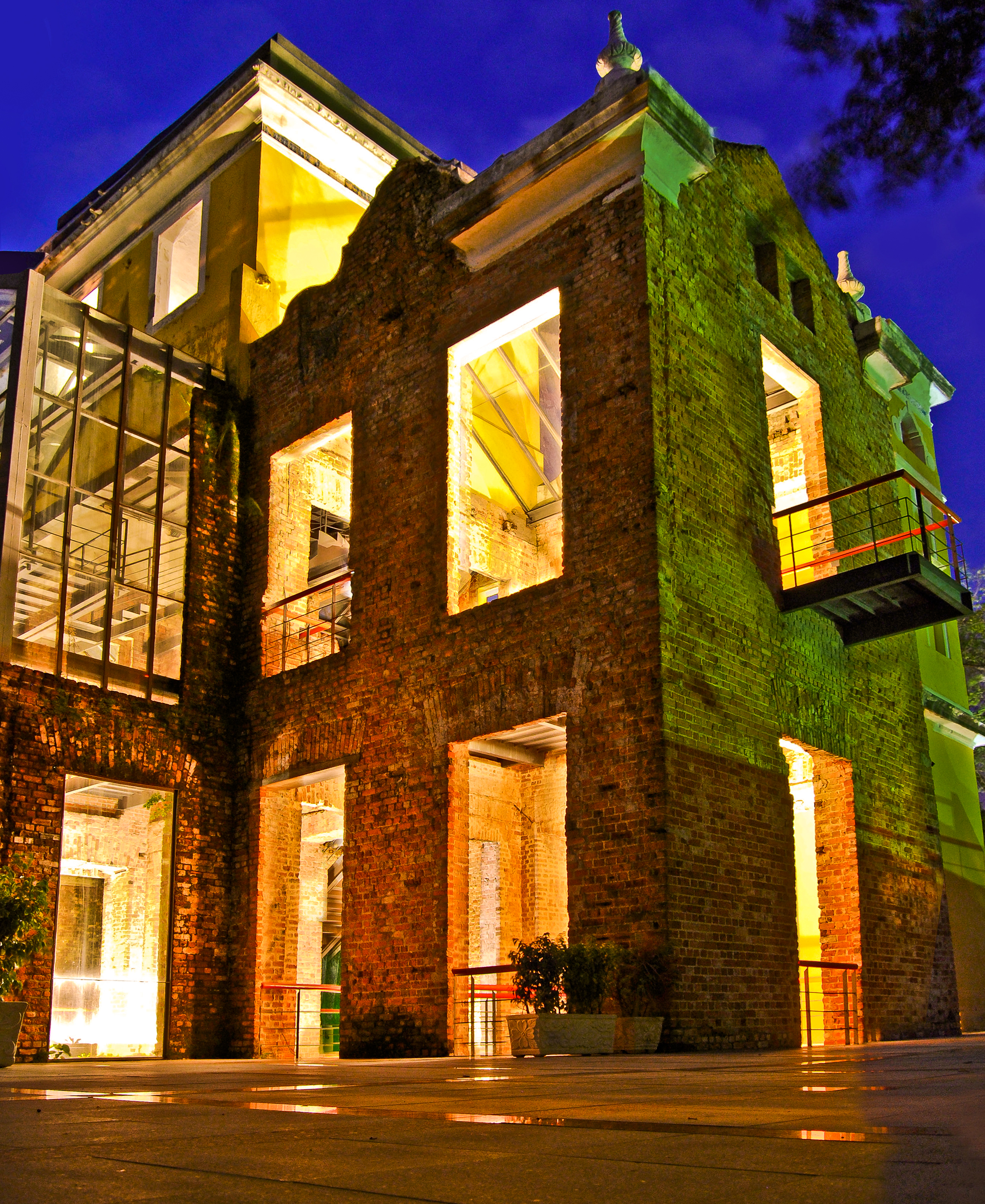
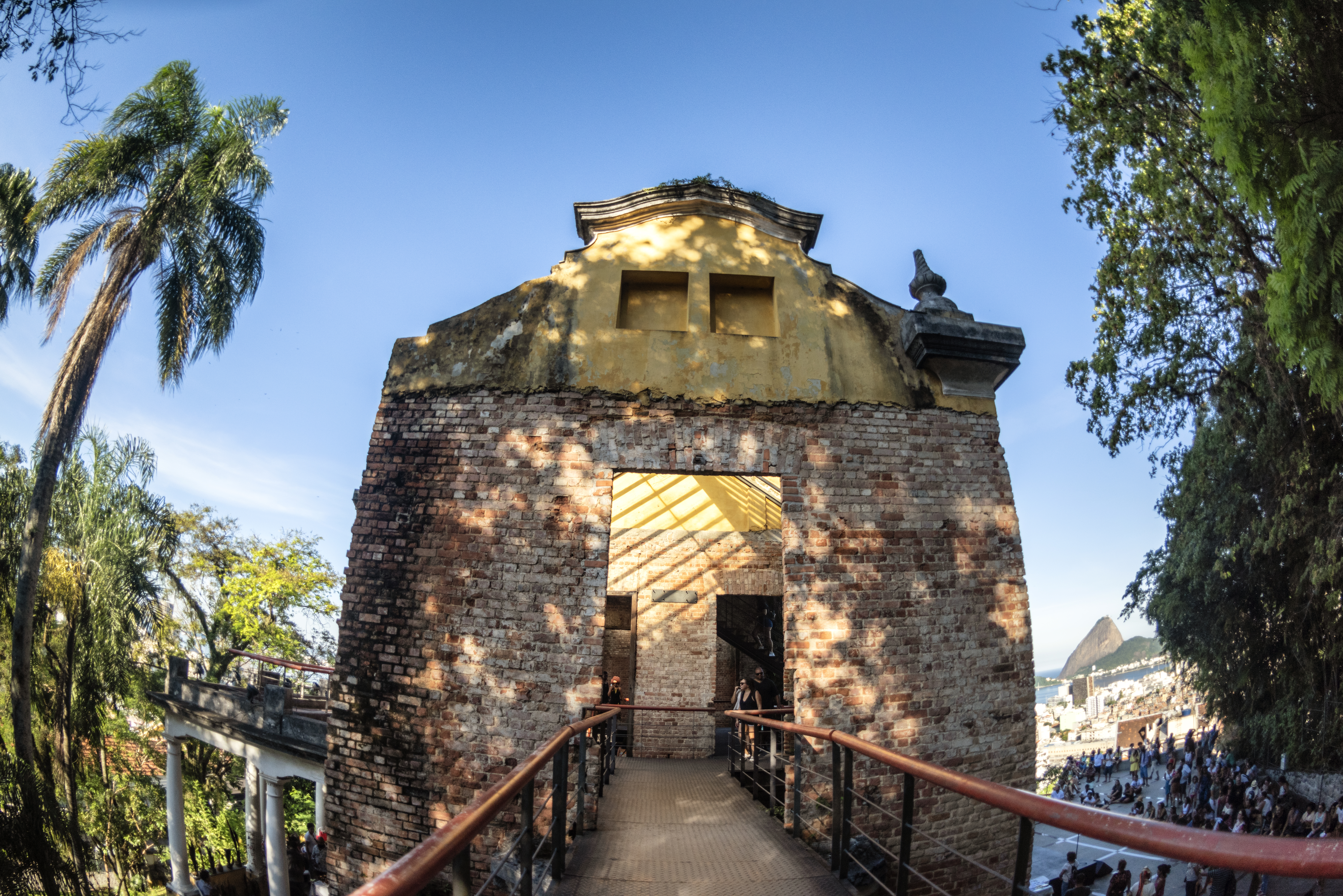
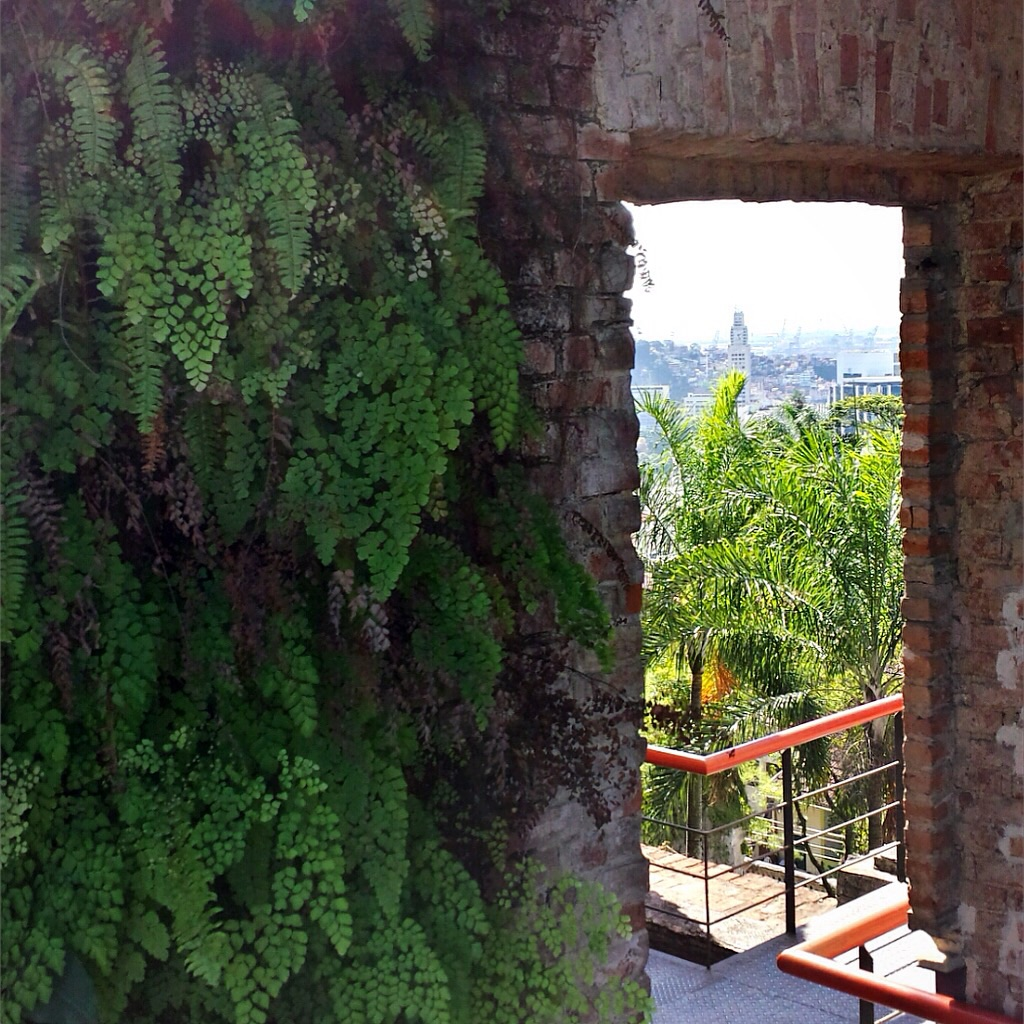

Le parc dispose d'une salle d'exposition, un auditorium pour 100 personnes, une scène de 88 mètres carrés, et une cafétéria, qui possède une programmation spéciale. Dans les zones en plein air, il y a des spectacles et une programmation spéciale pour les enfants tous les week-ends. En plus d'offrir une programmation culturelle, le Parc est aussi un point de vue privilégié de la ville de Rio de Janeiro, depuis lequel, est possible contempler le centre, le Pão de açucar, une partie de la mer et les Arcos da Lapa.

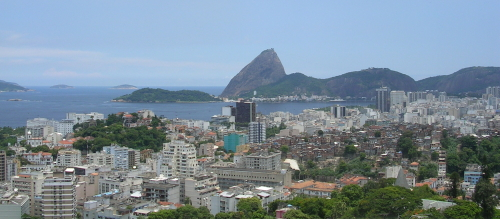
Vue de la zone sud depuis le Parc

Vues depuis le Parque das Ruinas
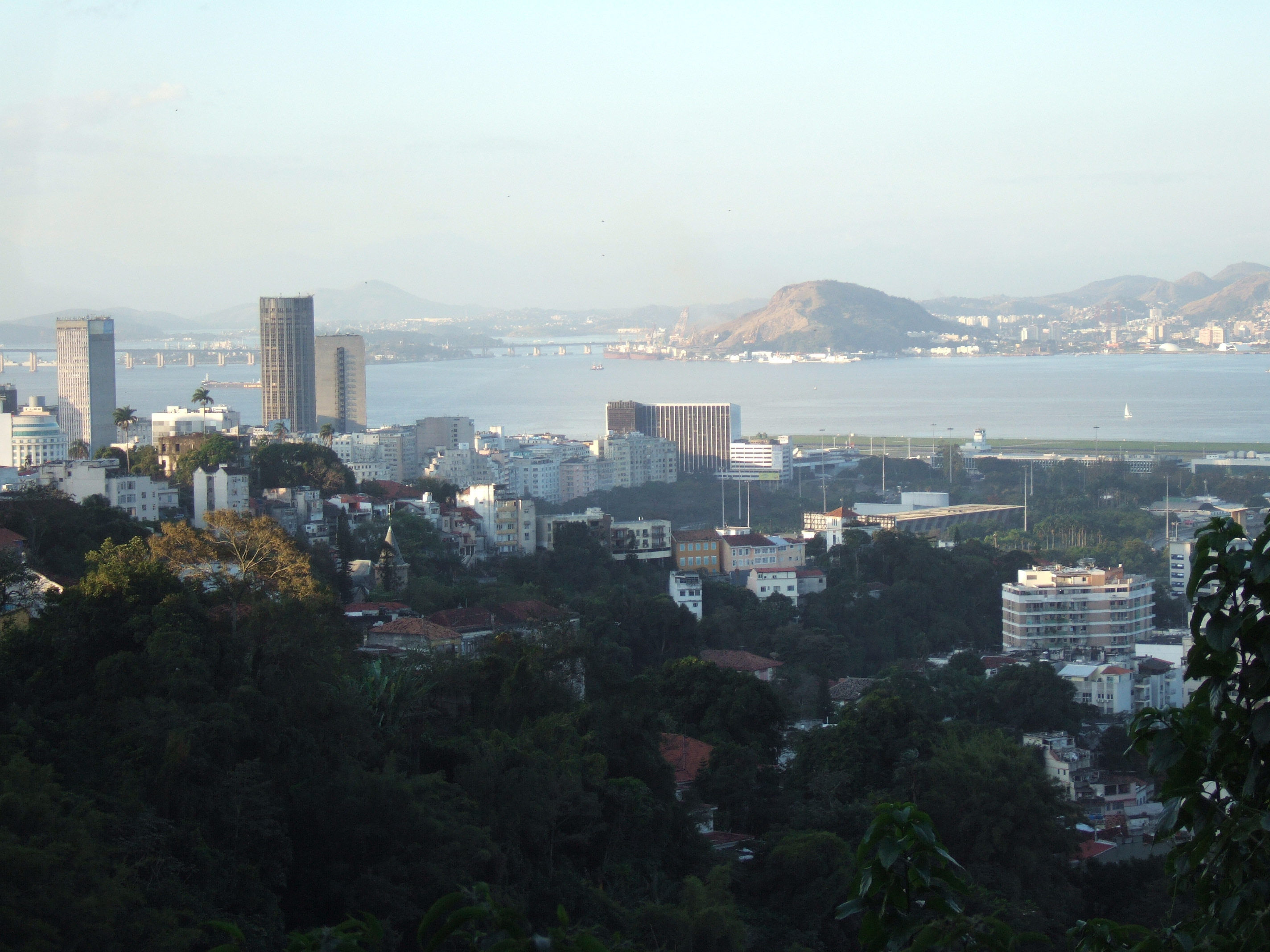
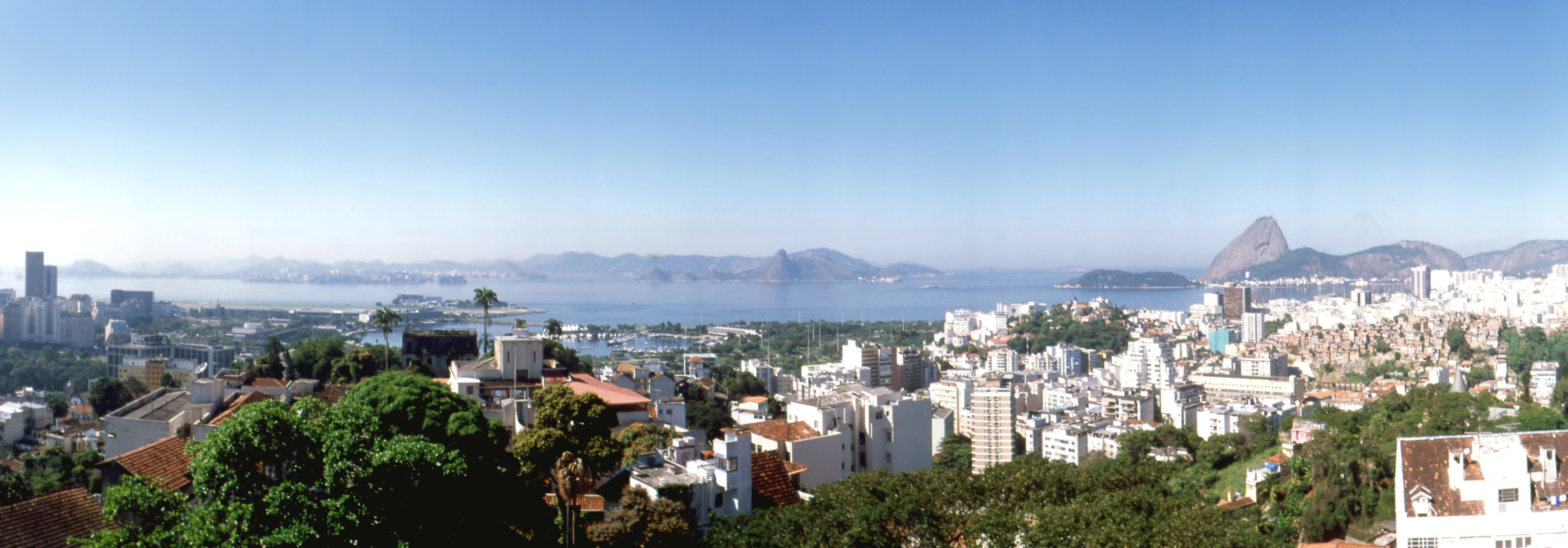
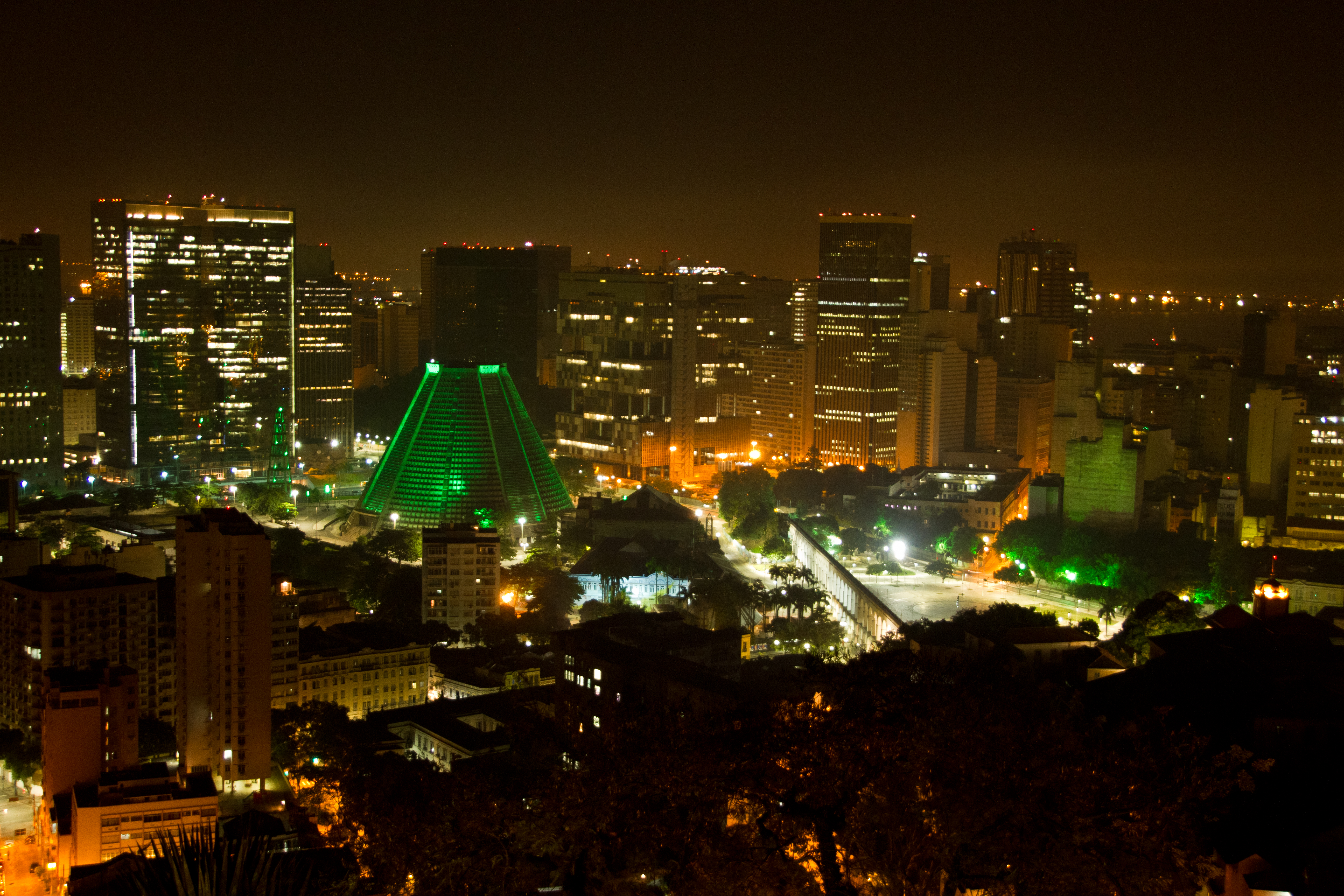